# Capnia tibetana
Capnia tibetana är en bäcksländeart som beskrevs av Douglas E. Kimmins 1947. Capnia tibetana ingår i släktet Capnia och familjen småbäcksländor. Inga underarter finns listade i Catalogue of Life.